# Südhessen
Südhessen ist der Südteil des Landes Hessen. Der Begriff wird unterschiedlich definiert:
- Die Planungsregion Südhessen der hessischen Planungsregion entspricht dem Regierungsbezirk Darmstadt und umfasst damit den Süden und den Kern des Rhein-Main-Gebiets einschließlich Frankfurt am Main, Wiesbaden, Hanau und Teilen des Taunus.
- Der Südteil des Rhein-Main-Gebiets mit Darmstadt als Zentrum wird ebenfalls als Südhessen bezeichnet. Es umfasst je nach Definition die kreisfreie Stadt Darmstadt, die Landkreise Bergstraße, Darmstadt-Dieburg, Groß-Gerau und den Odenwaldkreis sowie seltener auch den Landkreis Offenbach. Auf Basis dieser Definition gibt es das Polizeipräsidium Südhessen. Auch die Hessenschau und der Deutsche Gewerkschaftsbund (DGB) verwenden diese Abgrenzung.[1][2] Südhessen ist dabei auch mit der ehemaligen Provinz Starkenburg und dem ehemaligen kommunalen Zweckverband Region Starkenburg zumindest teilweise identisch.